# Samsung Galaxy M05
Il Samsung Galaxy M05 è uno smartphone di fascia bassa prodotto da Samsung, facente parte della serie Samsung Galaxy M. È stato annunciato e reso disponibile il 10 settembre 2024. In base al mercato ed alle colorazioni, è venduto anche come Galaxy F05.

## Caratteristiche tecniche

### Hardware
Il Galaxy M05 è uno smartphone con form factor di tipo slate, le cui dimensioni sono di 168.8 x 78.2 x 8.8 millimetri e pesa 195 grammi. Il frame laterale ed il retro sono in plastica.
Il dispositivo è dotato di connettività GSM, HSPA, LTE, di Wi-Fi 802.11 a/b/g/n/ac dual band con supporto a Wi-Fi Direct ed hotspot, di Bluetooth 5.3 con A2DP e LE, di GPS con GLONASS, GALILEO e BDS. Ha una porta USB-C 2.0 ed un ingresso per jack audio da 3,5 mm.
Presenta uno schermo touchscreen capacitivo da 6,6 pollici di diagonale, di tipo LCD TFT Infinity-V, con aspect ratio 20:9, angoli arrotondati e risoluzione FHD+ 1080 × 2408 pixel (densità di 400 pixel per pollice). Il dispositivo è stato commercializzato sia in versione mono che dual SIM.
La batteria ai polimeri di litio da 5000 mAh non è removibile dall'utente. Supporta la ricarica cablata a 25W.
Il chipset è un MediaTek Helio G85. La memoria interna, di tipo eMMC 5.1, è di 64 GB, mentre la RAM è di 4 GB.
La fotocamera posteriore ha 2 sensori, uno principale da 50 MP con apertura f/1.8 ed uno da 2 MP (di profondità) con f/2.4, è dotata di autofocus e flash LED, in grado di registrare al massimo video Full HD a 30 o 60 fotogrammi al secondo, mentre la fotocamera anteriore è da 8 MP f/2.0.

### Software
Il sistema operativo è Android 14. Ha l'interfaccia utente personalizzata One UI Core 6.0.